# Chisocheton lasiocarpus
Chisocheton lasiocarpus är en tvåhjärtbladig växtart som först beskrevs av Friedrich Anton Wilhelm Miquel, och fick sitt nu gällande namn av Theodoric Valeton. Chisocheton lasiocarpus ingår i släktet Chisocheton och familjen Meliaceae. Inga underarter finns listade i Catalogue of Life.